# بایکال ۲۷۷۶
سیارک ۲۷۷۶ (به انگلیسی: 2776 Baikal، نامگذاری:1976SZ7) دو هزار و هفتصد و هفتاد و ششمین سیارک کشف شده‌است که در ۲۵ سپتامبر ۱۹۷۶ کشف شد.
قدر مطلق سیارک برابر ۱۲٫۵۰ است.